# Thiruvaduthurai Adheenam

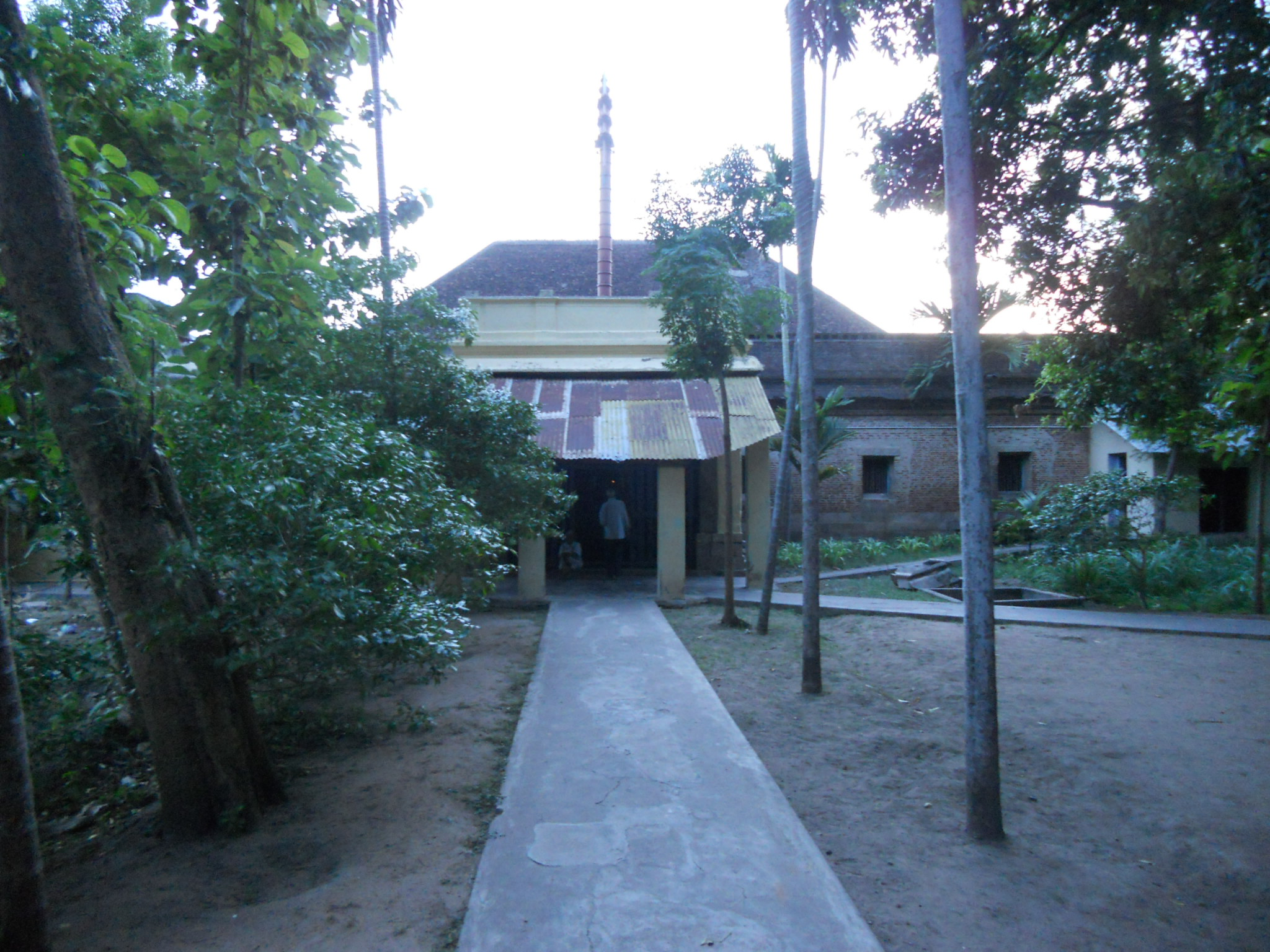
Vista del Adheenam

Thiruvavaduthurai Adheenam es un chucho Saivita con sede en la ciudad de Thiruvavaduthurai en Kuthalam taluk del distrito de Mayiladuthurai, Tamil Nadu, India . El adheenam mantiene el templo Mayuranathaswami en Mayiladuthurai .[cita requerida] A partir de 1987, había un total de 15 templos de Shiva bajo el control de los adheenam. Surgieron en el siglo XVI, casi como organizaciones paralelas a los templos, para propagar la filosofía de Shaiva Siddhanta. Estas instituciones poseen innumerables acres de tierra, propiedades y sucursales. Los jefes de los Mutts también fueron grandes eruditos en tamil y sánscrito y escribieron obras de mérito sobre Saiva Siddantha y literatura tamil.

## Actividades clave
El Adheenam está involucrado en la publicación de la literatura Saivita, específicamente Thevaram y Tiruvasakam y sus traducciones. También está involucrado en la erudición literaria. Algunas de las personalidades literarias tamiles prominentes como Meenakshi Sundaram Pillai tuvieron su tutoría en Adheenam. Su discípulo UV Swaminatha Iyer, quien publicó muchos textos clásicos tamiles, también estaba asociado con la organización. El Adheenam junto con Thiruppanandal Adheenam y Dharmapuram Adheenam fueron fundados durante el siglo XVI para difundir la ideología de Saiva Sidhantam .

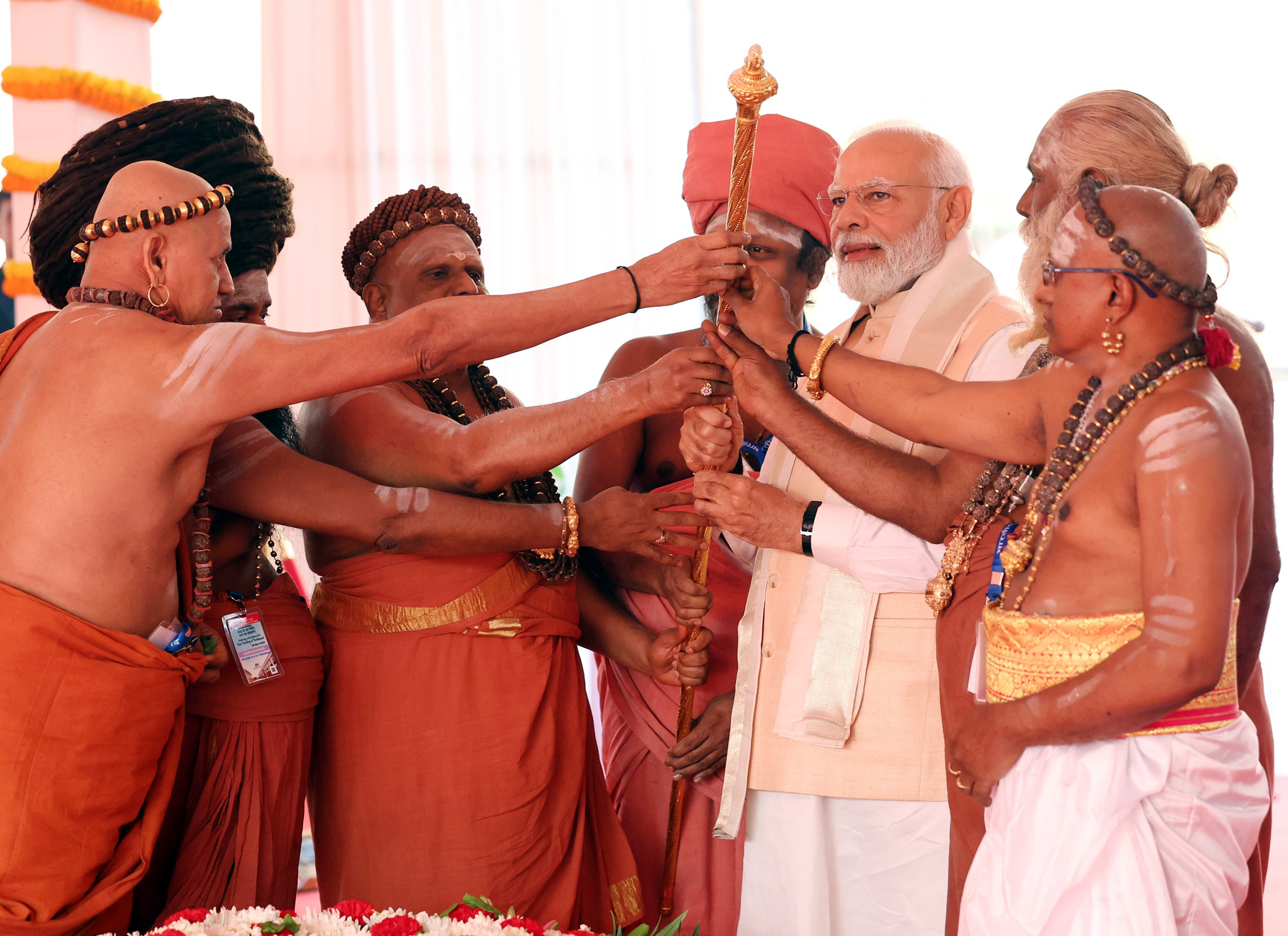
PM Modi recibiendo 'Sengol' de sacerdotes Adheenam en 2023

En relación con la independencia de la India el 14 de agosto de 1947, el entonces sacerdote principal de este Adheenam SrilaSri Ambalavana Desika Swamigal realizó pujas especiales de Shiva y presentó al primer PM de la Unión India Shri. Pandit Jawaharlal Nehru, un cetro de oro enjoyado llamado "Sengol" por valor de Rs. 15,000/- en su casa en Delhi. A C. Rajagopalachari, que era un ferviente seguidor de este Adheenam, se le atribuye la idea del Sengol. Sengol, que se deriva de la palabra tamil 'semmai', que significa rectitud, tuvo un lugar importante en la cultura tamil; como cuando se coronaba a un nuevo rey, el sumo sacerdote le presentaba un 'sengol' durante la coronación y le recordaba que tenía el "aanai" (orden o decreto) para gobernar con justicia y equidad.
El 28 de mayo de 2023, al comienzo de la inauguración del nuevo parlamento, los sacerdotes Adheenam realizaron una puja tradicional en la que participó el primer ministro Narendra Modi, quien se inclinó ante el sagrado Sengol en señal de respeto. Luego, un grupo de sacerdotes Adheenam presentó el Sengol al PM Modi, quien lo instaló cerca de la silla del Portavoz de la Lok Sabha en el nuevo edificio del Parlamento.
- sengol